# 아누타섬
아누타섬(Anuta)은 솔로몬 제도 테모투주의 섬이다. 폴리네시아에서 가장 인구가 적은 외딴 섬이다.
넨도섬에서 동남쪽으로 약 500 km 떨어져 있다. 작은 화산섬으로, 산호초로 둘러싸여 있다. 가장 높은 곳은 해발 65m이다.

## 문화
아누타섬의 인구는 약 300명이다. 동쪽의 "무아"와 서쪽의 "무리", 두 개의 마을로 이뤄져 있으며, 각 마을에 족장이 있다. 좁은 면적으로, 인구 밀도는 방글라데시만큼 높다.
솔로몬 제도의 대부분을 차지하는 인종은 멜라네시아인이나, 아누타섬의 주민은 폴리네시아인으로, 폴리네시아어군에 속하는 사모아어 계통의 아누타어를 사용하고 있다.
아누타 사회의 중요한 가치는 "아로파"(aropa)로, 협동과 공유, 타인에 대한 연민을 중요하게 여긴다. 아로파의 실천은 섬의 한정된 자원을 주민들이 공평하게 나누는데 기여한다. 아누타섬의 높은 인구 밀도가 섬의 생태계에 나쁜 영향을 주고 있지 않아, 그 지속가능성에 대해 여러 과학자들의 관심을 끌고 있다. BBC의 남태평양에 관한 다큐멘터리 시리즈에서는 아누타섬의 풍요로움을 지키는 아누타족의 능력을 이스터섬의 환경 파괴와 비교하여 방송하기도 했다.

## 같이 보기
- 오스트로네시아족
- 태평양 제도
- 폴리네시아
- 역외 폴리네시아
- 솔로몬 제도